# 趙天錫
趙 天錫（ちょう てんし、1179年 - 1238年）は、金朝末期からモンゴル帝国初期にかけて活躍した人物。字は受之。大名府冠氏県の出身。

## 概要
趙天錫の祖父は金末の混乱期に郷里の民兵を「義軍（後の漢人世侯）」に組織し自衛した人物であった。父の趙林も祖父の地位を継いで冠氏の統治を安定させたことにより金朝より冠氏県令の地位を授けられ、趙天錫もまたこの頃修武校尉とされていた。しかしチンギス・カン率いるモンゴル軍が南下すると防禦使の蘇政は県人に桃源・天平の諸山に避難するよう命じ、1221年（辛巳）春には東平一帯で独立した軍閥を築いた厳実の勢力下に入った。以前より趙天錫の名を知っていた厳実は趙天錫を抜擢して身近に置き、上党方面を平定した後は功績により元帥左都監の地位を授けた。
1224年（甲申）、大名を拠点とする彭義斌は南宋を主君と奉じて各地に侵攻し、冠氏元帥の李全もこれに降ることになってしまった。しかし趙天錫は捲土重来するために直接対決を避け、後に彭義斌が打倒されると左副元帥・同知大名路兵馬都総管事の地位を授けられた。1229年（己丑）にはモンゴル朝廷に対して民政に関する上申を行い、採用されている。また、金朝滅亡後の1234年（甲午）にはオゴデイ・カアンより「行軍千戸」の地位を授けられているが、これは従来漢人世侯が自称してきた称号と違ってモンゴル帝国が公認するもので、同じく厳実の部下であった張晋亨・石天禄・劉通・斉珪らも同時期に千戸の地位を授けられた記録がある。
1238年（戊戌）には南宋への侵攻に加わって蘄州と黄州の間に駐屯したが、病により冠氏に戻り50歳にして亡くなった。息子は6人がいたが、その中で趙賁亨が地位を継いだ。